# Vad rénszarvas
A vad rénszarvas (Rangifer tarandus tarandus) az emlősök (Mammalia) osztályának párosujjú patások (Artiodactyla) rendjébe, ezen belül a szarvasfélék (Cervidae) családjába tartozó rénszarvas (Rangifer tarandus) egyik eurázsiai alfaja.

## Előfordulása
A vad rénszarvas előfordulási területe a Skandináv-félsziget nyugati része, főleg Norvégia. Állományának a legnagyobb része, körülbelül 30-50 ezer állat eme ország középső és déli részein, azaz a Sør-Trøndelag, Nord-Trøndelag és Észak-Hedmark megyékben található meg. Egy kisebb, 6-7 ezer fős állománya a Hardangervidda fennsíkon él.
A genetikai vizsgálatok szerint az északibb és a délibb állományok meglehet, hogy nem tartoznak ugyanabba az alfajba. A Dovrefjell-hegységi állatok genetikailag közelebb állnak az egykoron Bering-földhídon élt rénszarvassal, mint a délebbi norvégiaiakkal, melyek közelebbi rokonságot mutatnak a Dél-Európában élt jégkorszaki rénszarvasokkal. Az is meglehet, hogy eme rénszarvasok a keletebben élő finn erdei rénszarvasból (Rangifer tarandus fennicus) fejlődtek ki.
A vad rénszarvas a háziasított rénszarvas őse; manapság a házi változatból Norvégiában a 2017-es évi adatok szerint, 1,2 millió egyed létezik. Ez a félháziállat úgy a számiknak, mint a norvégoknak fontos táplálékforrás és hagyományőrző tartozék.

## Megjelenése
A közepes és nagyméretű rénszarvasok közé tartozik. A suta körülbelül 40-100 kilogrammos, míg a bika 70-150 kilogramm közötti. Mindkét nemnek van agancsa, de csak a bika verekszik vele. A nyári szőrzete általában világosbarna, fehér tükörrel, de egyes változatainak feketék a lábaik és krémes-fehér a nyakuk. A téli bundája teljesen krémes-fehér, vagy egyeseknél piszkos-sárga vállal és háti résszel.

## Életmódja
E rénszarvas tápláléka is, mint akármelyik másik alfajé, főleg zuzmókból és perjefélékből tevődik össze. A nyíltabb térségeket részesíti előnyben. A fiatal példányokra eurázsiai hiúzok és rozsomákok vadásznak, míg a felnőttet leterítheti az európai barna medve és a szürke farkas.

## Fordítás
- Ez a szócikk részben vagy egészben  a   Mountain reindeer című angol Wikipédia-szócikk ezen változatának fordításán alapul.  Az eredeti cikk szerkesztőit annak laptörténete sorolja fel. Ez a jelzés csupán a megfogalmazás eredetét és a szerzői jogokat jelzi, nem szolgál a cikkben szereplő információk forrásmegjelöléseként.